# 존 호지먼

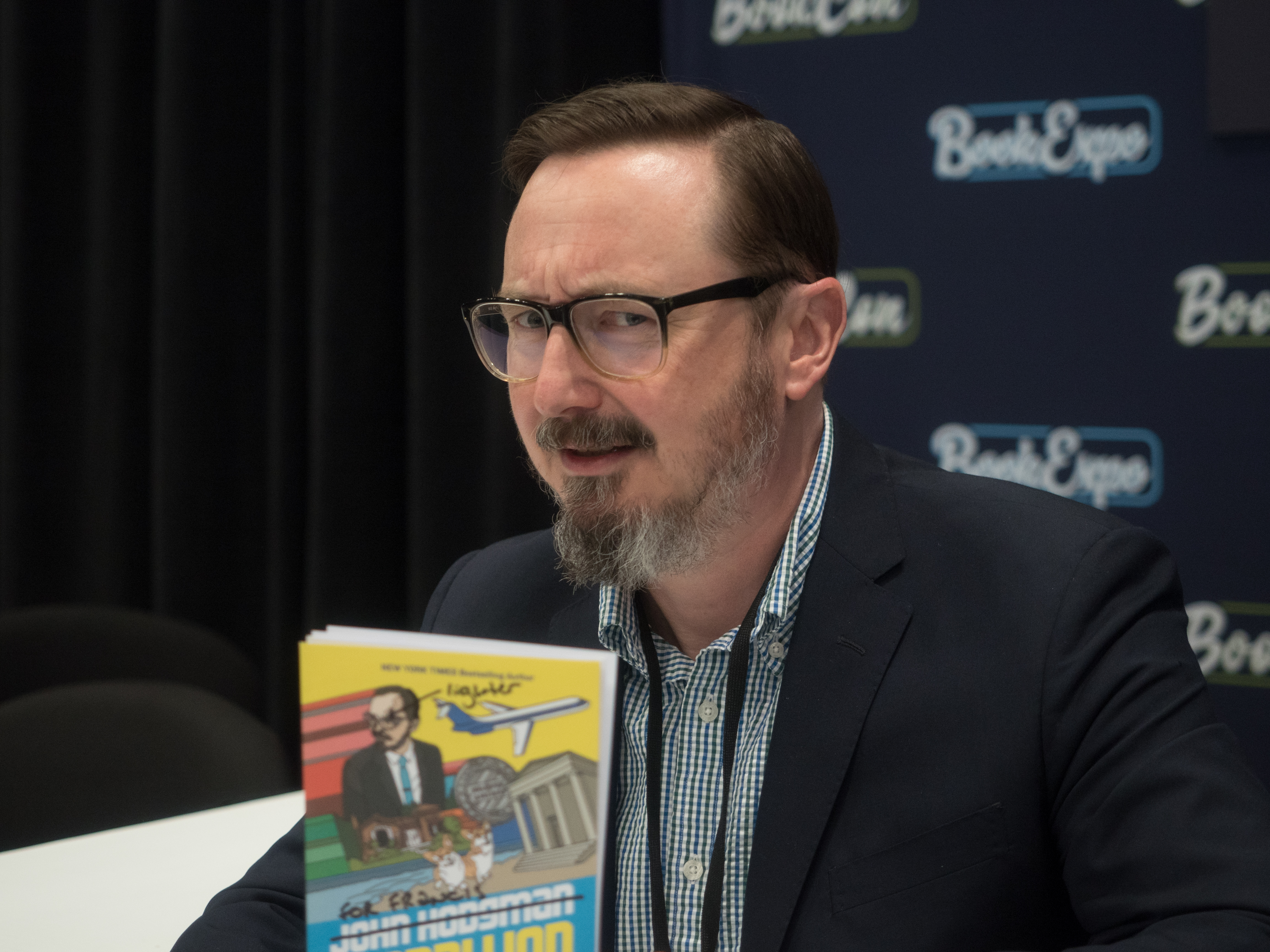

존 호지먼(John Hodgman, 영어 발음: /ˈhɒdʒmən/, 1971년 6월 3일 ~ )은 미국의 작가, 배우, 저자, 진행자이다.
브루클라인에서 태어났다.

## 출연 작품

### 영화
- 그곳에선 아무도 거짓말을 하지 않는다 (2009)
- 코렐라인: 비밀의 문 (2009) - 아빠 역 (애니메이션)
- 무비 43 (2013)
- 인생면허시험 (2014) - 자동차 판매 영업사원 역
- 3rd Street Blackout (2015)

### 텔레비전
- 더 데일리 쇼 (2006-15)

## 도서
- The Areas of My Expertise (2005)
- More Information Than You Require (2008)
- That Is All (2011)
- Vacationland: True Stories from Painful Beaches (2017)
- Medallion Status: True Stories from Secret Rooms (2019)